# Zam, Burkina Faso
Zam  là một tổng của tỉnh Ganzourgou ở đông trung bộ Burkina Faso. Thủ phủ của tổng này là thị xã Zam. Theo điều tra dân số năm 1996, tổng này có dân số 39.259 người..

## Các thị xã và các làng
- Zam	(1 574 dân) (thủ phủ)
- Boulgou	(483 dân)
- Damigoghin	(911 dân)
- Damongto	(1 087 dân)
- Dassimpouigo	(1 071 dân)
- Dawaka	(2 443 dân)
- Gandeongo	(1 447 dân)
- Amdalaye	(296 dân)
- Ipala	(824 dân)
- Komgnesse	(908 dân)
- Kieglesse	(520 dân)
- Koratinga	(1 951 dân)
- Koratinga peulh	(271 dân)
- Kougri	(4 110 dân)
- Kroumweogo	(1 320 dân)
- Lallé	(1 481 dân)
- Nabmalgma	(708 dân)
- Nangbangdré	(786 dân)
- Nahoutinga	(1 782 dân)
- Pissi	(544 dân)
- Pousghin	(949 dân)
- Rapadama peulh	(411 dân)
- Rapadama T	(1 545 dân)
- Sambtinga	(405 dân)
- Song-naaba	(949 dân)
- Talembika	(1 429 dân)
- Toghin	(1 019 dân)
- Toyoko	(1 334 dân)
- Waltinga	(764 dân)
- Wayen-Zam	(1 285 dân)
- Wayen Rapadama	(1 366 dân)
- Weotinga	(1 078 dân)
- Yagma	(609 dân)
- Yarghin	(491 dân)
- Yorgho	(1 108 dân)